# دوري آيسلندا الممتاز 1998
دوري آيسلندا الممتاز 1998 (بالآيسلندية: Landssímadeild karla í knattspyrnu 1998) هو الموسم 87 من  دوري آيسلندا الممتاز. أقيم خلال الفترة 18 مايو 1998 وحتى 26 سبتمبر 1998، والذي يشرف على تنظيمه اتحاد آيسلندا لكرة القدم، وكان عدد الأندية المشاركة فيه  10، وفاز فيه آي بي في.